# 수 문제
수 문제(隋文帝, 541년 7월 21일(음력 6월 13일) ~ 604년 8월 13일(음력 7월 13일))는 수나라의 제1대 황제(재위: 581년 3월 4일 ~ 604년 8월 13일)이다. 성명은 양견(楊堅), 시호는 문황제(文皇帝), 묘호는 고조(高祖)이다. 소자(小字)는 나라연(那羅延, 산스크리트어로 금강불괴를 의미함)이고, 선비족 무장 출신으로서의, 성은 보륙여(普六茹)이다. 북주를 이어 수나라를 건국하였으며, 이후 남쪽 한족 국가 진나라를 멸망시켰다. 선비족(鮮卑族) 무장집안 출신으로 추정된다.

## 생애

### 어린 시절
양견은 서위의 수국공(隨國公)이자 대사공인 선비족 보륙여씨에서 북위 때 양충으로 한족 성씨로 개명하였고 여씨 사이의 아들로 태어났다. 양견은 서위의 수국공(隨國公)이자 대사공인 양충(楊忠)과 여씨 사이의 아들로 태어났다. 8주국 관롱 집단의 선비족으로서 태어났고 어릴때 이름은 금강나라연이였으며 성인 때의 이름인 보륙여를 한화 정책 때 양견으로 개명하였다. 8주국 관롱 집단은 예부터 선비족의 장군 집안끼리 결혼하는 풍습을 가지고 있었다. 선비족인 금강나라연은 선비족 독고씨의 대장군 독고신의 딸인 독고가라와 결혼했다. 즉 수나라와 당나라의 귀족들은 한족과는 다른 이민족인 선비족들이 건국한 정복왕조이며 8주국 관롱집단의 선비족끼리 혈연관계에 있고 한족은 피지배민족으로서 배제되었다. 정권을 장악한 뒤 명을 내려 이전의 선비족 성씨는 모두 옛 것으로 되돌리도록 하였다. 이에 따라 자신의 선비족 성도 한족 성씨인 양(楊)으로 되돌렸고, 아울러 우문태가 선비화 정책을 펼친 성들도 다시 북위 때 받은 한족 성씨로 회복하도록 하였다.
양견은 북주 무제에게 수주(隨州)자사의 벼슬을 받았고, 나중에 양충이 죽자 수국공도 습작했다. 573년에는 큰딸 여화를 북주의 황태자인 우문윤에게 시집보냈고, 표기대장군과 대흥군공 등의 벼슬도 받아 정치적 실권을 행사하게 되었다. 578년에 우문윤이 황제가 되자 황제의 장인으로서 양견의 실권은 더 커졌고, 이듬해에 자신의 외손자인 정제가 즉위하자 섭정이 되어 모든 실권을 장악하였다. 이후 승상이 되었으며 그 다음 해인 580년에는 수왕(隋王)에 책봉되었다.
581년에 우문연은 양견에게 제위를 선양하였고 양견은 황제로 즉위하여 연호는 개황(開皇)으로, 국호는 수(隨)로 고쳤다. 본래 문제는 낙양에 수도를 삼으려고 했으나 서방으로 진출하기 위해서 장안을 수도로 삼았다.

### 개황의 치
문제는 황제가 되자마자 적극적으로 통일 사업을 서둘렀다. 당시 남조 진나라의 황제인 진숙보는 사치와 방종에 빠졌고 간신들의 참소만 들어 나라가 크게 피폐해져 있었다. 양견은 차남인 진왕 양광에게 군사를 내주어 진나라를 공격하라 명했고 589년에 진나라를 멸망시키고 통일을 달성하였다.
문제는 세금을 적게 걷어 백성의 고통을 덜었으며, 대운하 공사에 백성의 불만이 많아 공사를 중단토록 했다. 과거제를 실시하여 중앙집권제를 강화하고, 귀족세력을 억제했으며, 백성에게 균등하게 토지 지급한 균전제를 실시하였다. 양견 자신 역시 궁정의 소비를 줄이고 근검절약했다. 이리하여 국고는 풍족했으며 백성들의 삶도 한결 여유로워졌다고 한다. 이에 관해서 두 가지의 일화가 전해지는데, 첫 번째 일화는 양견이 민생을 살피던 일화이다. 양견이 친히 행차하여 민생을 돌아보는데, 백성들이 먹을 것이 없어 매우 고달프게 살고 있었다고 한다. 그러자 양견은 눈물을 흘리며 궁으로 돌아왔고, 신하가 백성들이 먹는 것이라며 쌀의 겨와 풀뿌리 등을 섞어 만든 떡을 양견의 수라상에 진상하자 양견이 맛을 보고는 백성들의 삶을 안정하게 하기 위한 여러 정책을 폈다고 한다. 또한, 양견 대에 한 형리가 죄수들을 장안으로 압송하고 있었는데, 죄수들은 목에 있는 칼과 발에 있는 족쇄 때문에 힘들어했다. 형리는 자신의 목숨을 잃을 수도 있었지만 죄수들을 풀어주고 장안에 도착했다. 양견은 형리에게 이 일을 전해듣고는 형리를 칭찬했으며, 압송된 90명의 죄수들을 가족에게 돌려보내고 다음해 가을에 장안으로 다시 오라고 지시하였다. 약속된 날에 죄수 90명이 모두 장안으로 돌아오자 양견은 크게 기뻐하며 죄수들을 모두 사면하였다. (훗날 이세민이 당 태종으로 즉위한 뒤 390명의 죄수를 상대로 같은 일을 하였다고 하지만 이는 당 태종이 정관의 치 시기에 자신의 업적을 과장하기 위해 자작극을 벌인 것이라는 견해도 있다.)
또한 양견은 개황율령을 발표하여 제도를 정비했고 관제 또한 정비했는데 이는 훗날 당나라 율령의 기초가 되었다. 양견은 먼저 처음 6년 동안은 기존의 구품중정제를 실시하였지만, 587년 이를 폐지하고 선거제를 실시하였다. 이 선거제는 과거제의 전신이며 당나라의 제도에도 영향을 주었다. 또한 조용조 제도를 정비하였고, 이는 훗날 당나라의 조세 징수 체제가 된다.
밖으로는 돌궐을 강함과 부드러움, 이 두 방법으로 압박하였고 고구려에도 30만의 원정군을 보냈으나 모조리 전멸하였다. 흔히 우리는 수 문제가 먼저 쳐들어간 것으로 알고 있으나 사실은 고구려 영양왕이 먼저 요서지역을 선제 공격했었다.

### 황태자 책봉 문제
문제 양견은 처음에는 자신의 장남 양용을 황태자로 삼았다. 그러나 양용은 여색에 빠지고 사치스런 생활을 즐겨 행실이 문란했다고 한다. 거기다 태자비가 죽었는데도 수수방관하자 평소 양용을 싫어했던 독고황후는 양견에게 태자를 바꾸라 주청했다. 결국 600년에 양용은 황태자에서 폐위되고 차남 양광이 황태자에 올랐다.
602년에 독고황후가 죽자 양견은 다시 양용을 황태자로 세우려 했다. 그러나 당시 양광을 받쳐주던 세력인 양소(楊素)와 우문술(宇文述) 등이 극구 만류하여 양견은 일단 이를 유보하였다.
말년의 실정
훌륭한 군주였던 수 문제 양견도 말년에는 많은 실정을 한다. 먼저, 문제는 자신이 직접 제정한 개황율령을 내팽개치고 형벌을 남용하였다. 아예 수시로 집행하고자 궁중에 몽둥이를 두고 하루에 몇 명을 때려죽인 적도 있다고 전해진다. 또한, 백성들을 동원하여 인수궁을 짓게 하였는데, 누군가가 인수궁이 백성들의 고생의 결과라고 하자 문제는 자신의 "성군" 이미지에 먹칠을 하는 말이라고 여겨 불쾌하게 여겼다. 게다가, 문헌황후 독고씨는 매우 질투가 심하였다. 후궁을 몰래 들였다가 독고씨가 그녀를 죽이자 양견은 매우 마음이 상하여 사냥을 하러 나갔다. 이 때 고경은 "일개 여자 하나 때문에 나라를 망쳐선 안됩니다." 라고 하자 문제는 정신을 차렸으나 문헌황후 독고씨는 이 말로 인해 매우 불쾌해하였다. 결국, 고경은 나중에 수 양제에게 살해된다. 문헌황후 독고씨 사후 문제는 더욱 정신이 피폐해져서 인수궁에 병으로 눕게 되었다. 이에 양용이 야심을 드러낸다. 양용은 자신의 부하들을 불러 문제 사후의 일을 논했는데, 이 때 궁인의 실수로 양광의 야망을 담은 문서가 양견의 손에 들어간다. 이에 양견이 매우 노했는데, 여기서 선화부인 진씨까지 양광이 범하자 드디어 문제는 양광을 폐서인하기로 결심하게 된다. 그러나, 양광이 먼저 손을 쓰는데..

### 비극적인 최후
604년에 양견은 병이 매우 위중했다. 양광은 조정의 수장인 상서우복야 양소와 부황 시해 작전을 모의하였고 이 와중에 자신이 사모하던 과거 진의 공주 선화부인 진씨를 범했다. 선화부인 진씨는 양견의 후궁이었는데 자신의 아들이 자신의 후궁을 범하였다는 소식을 들은 양견은 노발대발하여 양광을 불러들였고 폐황태자인 양용을 다시 황태자에 앉힌다는 교서를 내리고 유술 (수나라)과 원암에게 양용을 데려오도록 하였으나 이 소식을 들은 양광은 장형과 모의해 쿠데타를 일으켰으며 그날 밤 양견은 양광의 심복이자 자신의 근위장 장형에게 시해당하니 향년 64세였다. 양용 역시 양광의 근위장인 우문지급과 양소의 동생 양약에게 목이 졸려 살해당했다.
묘호는 고조(高祖)이고 시호는 문황제(文皇帝)이며 능호는 태릉(太陵)이다.

## 가계

### 조상
- 열조부: 양현(楊鉉)
- 현조부: 양원수(楊元壽)
- 고조부: (추존) 태원부군(太原府君) 양혜하
- 증조부: (추존) 강왕(康王) 양렬[11]
- 조부: (추존) 헌왕(獻王) 양정[12]
- 조모: (추존) 헌왕비(獻王妃) 개씨(盖氏)
- 부황 : (추존) 태조(太祖) 무원황제(武元皇帝) 양충(楊忠)[13]
- 모후 : (추존) 원명황후(元明皇后) 여고도(呂苦桃)

수문제의 추존된 조상들 중 태조, 헌왕, 강왕은 북주의 제후국으로 있던 수 공국(公國)의 군주로 군림하거나 추존된 자들로 수문제가 황제로 즉위하여 군주의 칭호가 황제로 격상되자 그에 맞추어 1급씩 격상한 경우이다. 양혜하의 경우 수 공국의 군주로 재위하거나 추존되지 않았기에 존령(尊靈)으로만 추존하고 종묘에만 배향하였다. 양원수 이상의 조상들은 일률적으로 추존하지 않았다.

### 황후
| 봉호       | 시호                | 이름(성씨)          | 별칭   | 재위년도      | 생몰년도      | 국구(장인/장모)                                             | 능묘       | 비고 |
| ---------- | ------------------- | ------------------- | ------ | ------------- | ------------- | ----------------------------------------------------------- | ---------- | ---- |
| 황후(皇后) | 문헌황후 (文獻皇后) | 독고가라 (獨孤伽羅) | [ 14 ] | 581년 ~ 602년 | 544년 ~ 602년 | 양경왕(梁景王) 독고신(獨孤信) 기국부인(紀國夫人) 최씨(崔氏) | 태릉(太陵) |      |

### 후궁
| 봉호(시호)         | 별칭               | 이름(성씨)     | 생몰년도      | 비고   |
| ------------------ | ------------------ | -------------- | ------------- | ------ |
| 선화부인(宣華夫人) | 영원공주(寧遠公主) | 진씨(陳氏)     | 577년 ~ 605년 | [ 15 ] |
| 용화부인(容華夫人) |                    | 채씨(蔡氏)     |               |        |
| 홍정부인(弘政夫人) | 임천공주(臨川公主) | 진씨(陳氏)     |               | [ 15 ] |
| 궁인(宮人)         |                    | 울지씨(尉遲氏) |               |        |

### 황자
| - | 봉호           | 시호   | 이름       | 생몰년도      | 생모            | 자식     | 별칭   | 비고                   |
| - | -------------- | ------ | ---------- | ------------- | --------------- | -------- | ------ | ---------------------- |
| 1 | 방릉왕(房陵王) |        | 양용(楊勇) | ? ~ 604년     | 문헌황후 독고씨 | 10남 1녀 | [ 16 ] | [ 17 ]                 |
| 2 | 황태자(皇太子) |        | 양광(楊廣) | 569년 ~ 618년 | 문헌황후 독고씨 |          | [ 18 ] | 제2대 황제 양제(煬帝). |
| 3 | 진왕(秦王)     | 효(孝) | 양준(楊俊) | 571년 ~ 600년 | 문헌황후 독고씨 | 2남 2녀  |        | [ 19 ]                 |
| 4 | 촉왕(蜀王)     |        | 양수(楊秀) | ? ~ 618년     | 문헌황후 독고씨 |          | [ 20 ] | [ 21 ]                 |
| 5 | 한왕(漢王)     |        | 양량(楊諒) | ? ~ 605년     | 문헌황후 독고씨 |          | [ 22 ] | [ 23 ]                 |

### 황녀
| - | 봉호                | 이름           | 생몰년도      | 생모            | 부마                                     | 별칭   | 비고   |
| - | ------------------- | -------------- | ------------- | --------------- | ---------------------------------------- | ------ | ------ |
| 1 | 낙평공주 (樂平公主) | 양려화(楊麗華) | 561년 ~ 609년 | 문헌황후 독고씨 | 북주(北周) 선황제(宣皇帝) 우문윤(宇文贇) | [ 24 ] | [ 25 ] |
| 2 | 난릉공주 (蘭陵公主) | 양아오(楊阿五) | 573년 ~ 604년 | 문헌황후 독고씨 | 왕봉효(王奉孝)                           |        |        |
| 2 | 난릉공주 (蘭陵公主) | 양아오(楊阿五) | 573년 ~ 604년 | 문헌황후 독고씨 | 류술(柳述)                               |        |        |
| 3 | 양국공주 (襄國公主) |                |               |                 | 하양군공(河陽郡公) 이장아(李長雅)        |        |        |
| 4 | 광평공주 (廣平公主) |                |               | 문헌황후 독고씨 | 안덕현공(安德縣公) 우문 정례(宇文 靜禮)  |        |        |

## 기년
| 문제        | 원년            | 2년        | 3년        | 4년        | 5년        | 6년        | 7년        | 8년        | 9년        | 10년       |
| ----------- | --------------- | ---------- | ---------- | ---------- | ---------- | ---------- | ---------- | ---------- | ---------- | ---------- |
| 서력 (西曆) | 581년           | 582년      | 583년      | 584년      | 585년      | 586년      | 587년      | 588년      | 589년      | 590년      |
| 간지 (干支) | 신축(辛丑)      | 임인(壬寅) | 계묘(癸卯) | 갑진(甲辰) | 을사(乙巳) | 병오(丙午) | 정미(丁未) | 무신(戊申) | 기유(己酉) | 경술(庚戌) |
| 연호 (年號) | 개황(開皇) 원년 | 2년        | 3년        | 4년        | 5년        | 6년        | 7년        | 8년        | 9년        | 10년       |
| 문제        | 11년            | 12년       | 13년       | 14년       | 15년       | 16년       | 17년       | 18년       | 19년       | 20년       |
| 서력 (西曆) | 591년           | 592년      | 593년      | 594년      | 595년      | 596년      | 597년      | 598년      | 599년      | 600년      |
| 간지 (干支) | 신해(辛亥)      | 임자(壬子) | 계축(癸丑) | 갑인(甲寅) | 을묘(乙卯) | 병진(丙辰) | 정사(丁巳) | 무오(戊午) | 기미(己未) | 경신(庚辛) |
| 연호 (年號) | 11년            | 12년       | 13년       | 14년       | 15년       | 16년       | 17년       | 18년       | 19년       | 20년       |
| 문제        | 21년            | 22년       | 23년       | 24년       |            |            |            |            |            |            |
| 서력 (西曆) | 601년           | 602년      | 603년      | 604년      |            |            |            |            |            |            |
| 간지 (干支) | 신유(辛酉)      | 임술(壬戌) | 계해(癸亥) | 갑자(甲子) |            |            |            |            |            |            |
| 연호 (年號) | 인수(仁壽) 원년 | 2년        | 3년        | 4년        |            |            |            |            |            |            |

## 수 문제가 등장한 작품
- 2006년 SBS 《연개소문》 배우:김성겸